# Jakob von Ramsay

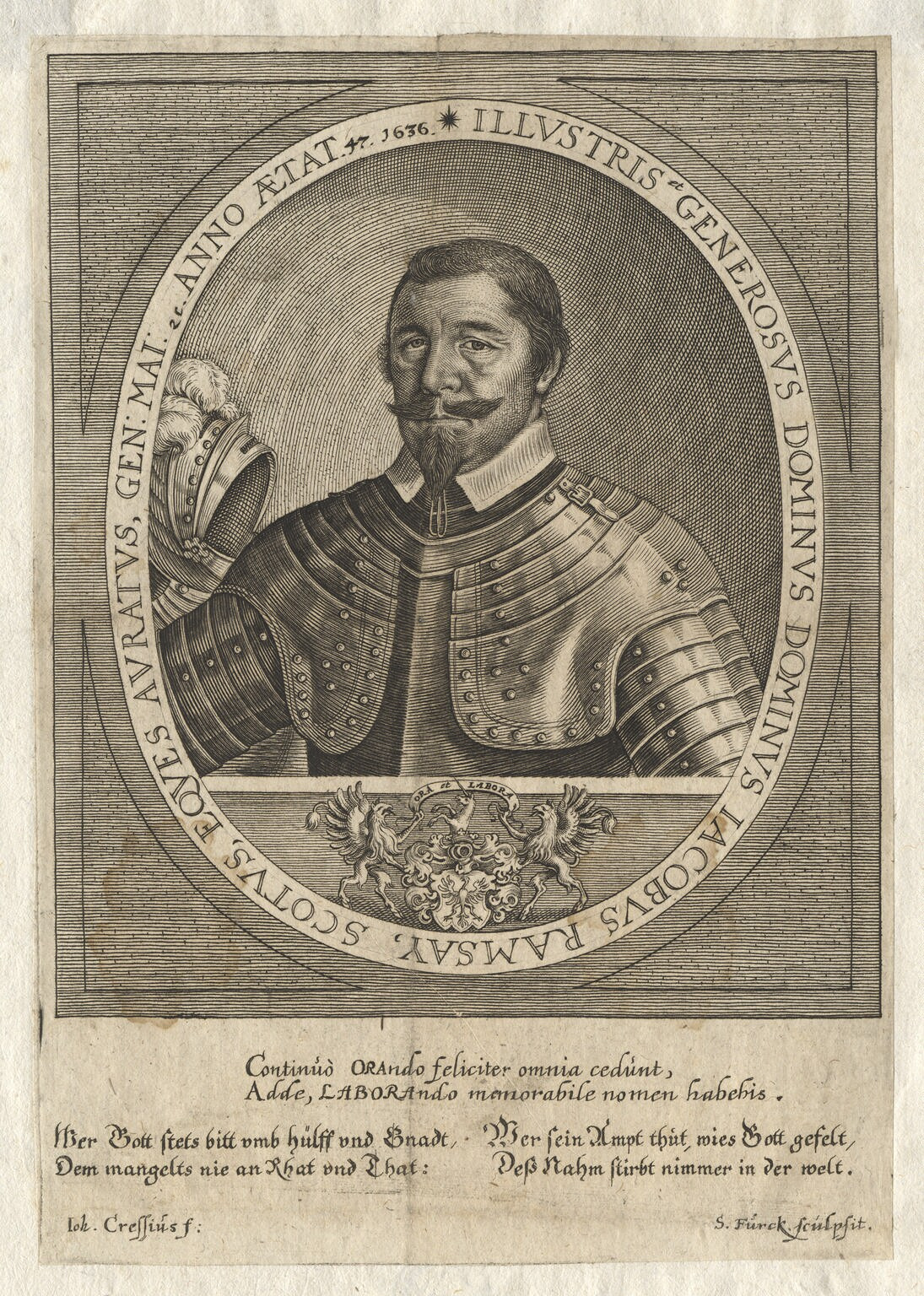
Jacobus Ramsay im Theatrum Europaeum

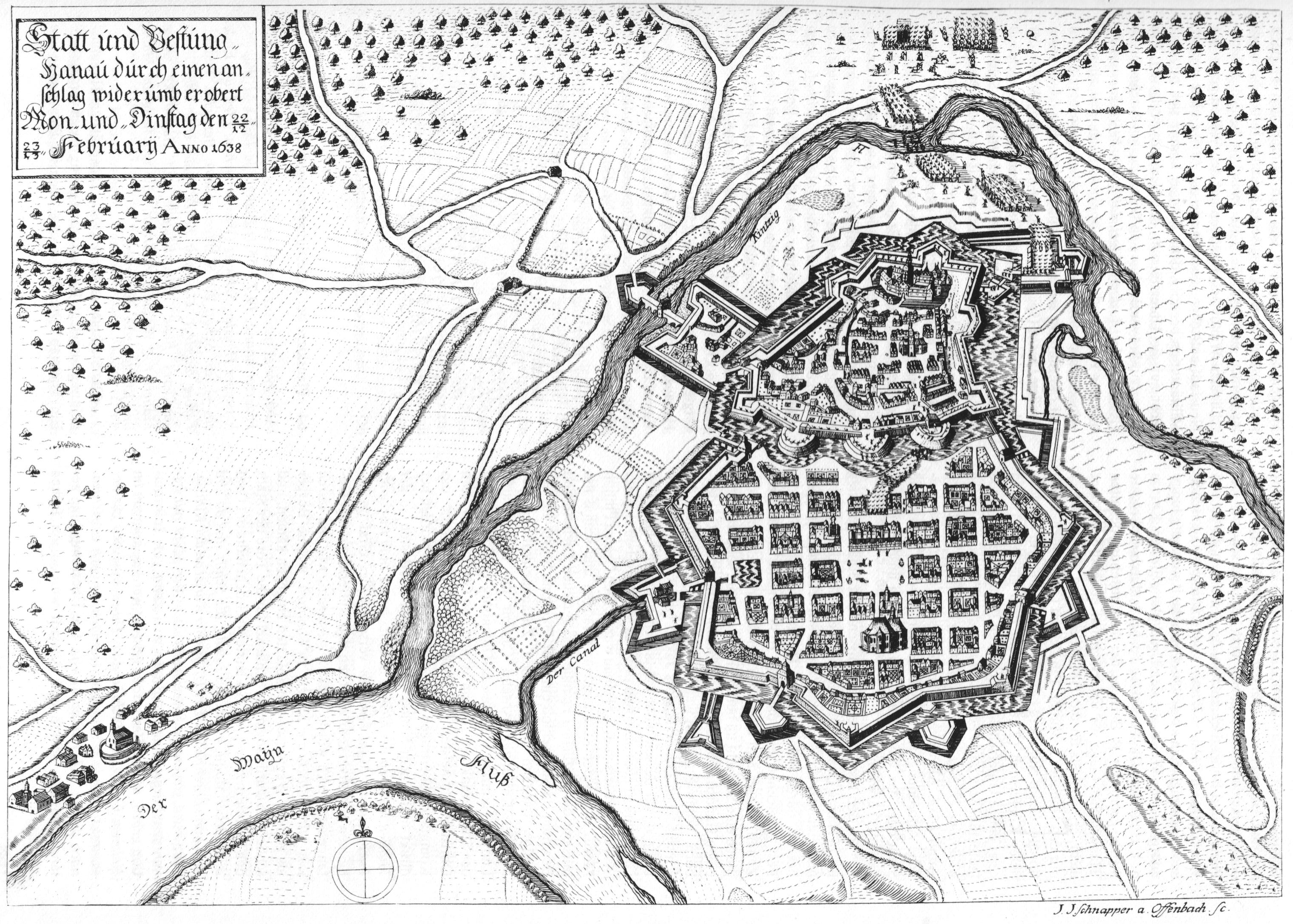
Eroberung Hanaus im Handstreich am 12. Februar 1638, Kupferstich aus dem 17. Jahrhundert.

Freiherr Jakob von Ramsay  (auch James Ramsay, Ramsey; * 1589 in Schottland; † 29. Juni 1639 in Dillenburg) war ein Militär, zunächst in englischen, später in schwedischen Diensten. Während des Dreißigjährigen Krieges war er Generalmajor in Diensten der Protestantischen Union und ihrer Nachfolgeorganisationen.

## Leben
James Ramsey, in früheren Quellen auch Jacob Ramsey genannt, stammte ebenso wie sein gleichnamiger Vetter James Ramsey, Graf von Dalvaste aus Schottland. Zur Unterscheidung von seinem Vetter trug er den Beinamen the Black im Gegensatz  zum vorgenannten the Fair. James Ramsey trat wie weitere Angehörige seiner Familie 1614 in schwedische Dienste. In seinem 2000 Mann starken Infanterie-Regiment dienten zuletzt vier Familienangehörige im Offiziersrang und drei als Musketiere. 1624 wurde er als Obristleutnant bestallt. Bei Bernstein im Niedersächsisch-Dänischen Krieg geriet Ramsey in Gefangenschaft der Kaiserlichen unter Wallenstein, die nach dem Lübecker Frieden endete. In der ersten Schlacht von Breitenfeld kommandierte Ramsay 1631 die schwedische Vorhut. An der Einnahme von Landsberg am Lech 1632 durch die Schweden war Ramsay als Generalmajor seines Musketierregiments beteiligt.
König Gustav II. Adolf  von Schweden verlieh ihm 1632 den Rang eines Generalmajors und schenkte ihm Güter in Mecklenburg. Herzog Bernhard von Weimar ernannte ihn am 10. September 1634 zum Befehlshaber der Festung Hanau. Am 2. Oktober 1634 übernahm er dort das Kommando und kontrollierte von der Festung das Umland. Mit der Besatzung verübte er mehrere Überfälle auf befestigte Plätze unter kaiserlichem Kommando wie Wächtersbach, Staden und Seligenstadt. Bei einem Ausfall Ramsays nach Gelnhausen wurde auf seinen Befehl die Pfalz Gelnhausen gebrandschatzt und zerstört. Der letzte Vertreter der Familie der Grafen von Hanau, Jakob Johann, konnte sich bei diesen Aktionen auszeichnen, verließ Hanau aber im August 1635 nach einem Gefecht in Sachsenhausen.
Hans Jakob Christoffel von Grimmelshausen verarbeitete die schwedische Besatzungszeit Hanaus in seinem Schelmenroman Der abenteuerliche Simplicissimus. Ramsay erscheint als James Ramsay darin als Gouverneur der Festung Hanau im Jahr 1634, die Romanhandlung Grimmelshausens folgt im Wesentlichen den Kriegsereignissen um Hanau.
1635 bis 1636 wurde Hanau erfolglos von kaiserlichen Truppen unter General Guillaume de Lamboy belagert. In der Belagerung bewährte sich das erst wenige Jahre zuvor errichtete, moderne Befestigungssystem. Tausende waren aus den umliegenden Ortschaften in die Stadt geflohen, es herrschten furchtbare Zustände. Nach neunmonatiger Belagerung rückte im Juni 1636 ein Entsatzheer unter Landgraf Wilhelm V. von Hessen-Kassel (1627–1637) an und befreite die Stadt. Wilhelm V. von Hessen-Kassel war mit Amalie Elisabeth, einer Schwester des regierenden Grafen von Hanau-Münzenberg, Philipp Moritz, verheiratet. Seit dieser Befreiung Hanaus von der Belagerung wurden jährlich Dankgottesdienste abgehalten, aus denen sich ab 1800 das Lamboyfest, eines der ältesten Volksfeste in Deutschland, entwickelte.
Ramsay blieb in der Festung Hanau, auch als es Philipp Moritz 1637 gelang, sich mit dem Kaiser auszusöhnen und wieder auf dessen Seite zu wechseln. Ramsay verhaftete den in seine Residenz zurückkehrenden Grafen und setzte ihn im eigenen Schloss fest. Er machte sich offensichtlich Hoffnung darauf, in Hanau-Münzenberg den Grafen als Landesherr zu beerben.
Allerdings wurde die schwedische Besatzung am 12. Februar 1638 durch einen militärischen Handstreich, getragen von mit Philipp Moritz befreundeten Grafen aus dem Wetterauischen Reichsgrafenkollegium und durchgeführt durch den Major Johann Winter von Güldenborn, aus der Festung Hanau vertrieben und Philipp Moritz wieder in die Regierung eingesetzt. Ramsay wurde vor seinem Quartier, dem „Weißen Löwen“, Ecke Fahrstraße/Freiheitsplatz angeschossen, anschließend verhaftet und in Dillenburg als Gefangener Ludwig-Heinrichs von Nassau-Dillenburg festgesetzt. Dort verstarb er an den Folgen der erlittenen Verwundung am 29. Juni 1639, unter anderem da die Kugel nicht entfernt werden konnte. Sein balsamierter Leichnam, der aus Kostengründen nicht zur Witwe nach St Andrews in Schottland überführt werden konnte, wurde erst am 18. August 1650 im Chor der Dillenburger Stadtkirche dauerhaft bestattet.
Nach Jacob von Ramsay wurde in der Hanauer Innenstadt die Ramsaystraße benannt.

## Familie
Ramsay war in Schottland verheiratet mit einer Isabella Spens. Er hatte mit ihr einen Sohn namens David.